# Labostigmina gagatigaster
Labostigmina gagatigaster is een vliegensoort uit de familie van de Stratiomyidae. De wetenschappelijke naam van de soort is voor het eerst geldig gepubliceerd in 1949 door Steysakl.